# 南海の楽園
南海の楽園（なんかいのらくえん、原題:Il Paradiso Del Sud-mare）は1963年のイタリア映画である。日本公開は1963年の9月。
5人の共同監督作品であり、「緑の魔境」のジャン・ガスパーレ・ナポリターノ監督の遺作となった作品。南太平洋の島々や南米の秘境に足を踏み入れたドキュメント映画である。最後の楽園と言われたタヒチをはじめ、文明から程遠い原始的な生活をしている人々を捉えつつ、また、奇習、因習、不思議な習わし等を紹介するも、モンド映画ブーム真っ只中にあり、ナポリターノのフィルモグラフィーの中では若干モンド映画色を加えた作風となった。

## スタッフ
- 監督：ジャン・ガスパーレ・ナポリターノ、フォルコ・クイリチ、マリオ・クラヴェーリ、エンリコ・グラス
- 製作：レオナルド・ボンツィ（一部監督あり）
- 撮影：マリオ・クラヴェリ  フランコ・ベルネッティ
- 編集：フィリオ・セランドレイ
- 音楽：アンジェロ・フランチェスコ・ラヴァニーノ